# Alex Ferrero
Alex Ferrero (Madrid, España, 13 de septiembre de 1981) es un músico y compositor, conocido por ser bajista y miembro fundador del grupo de rock madrileño Nothink. 